# Aimé Morot
Aimé Nicolas Morot, född 16 juni 1850, död 12 augusti 1913, var en fransk målare.
Morot var på sin tid berömd för sina mytologiska och historiska bilder, bland annat i Hôtel de ville, Paris, men utförde sina främsta bilder med spanska och nordafrikanska motiv, tjurfäktningsscener, en Bravo (1884) med mera. Morot var även president för konstakademin i Paris.
Morot gifte sig 1887 med Suzanne-Mélanie Gérôme (1867–1941), dotter till konstnären Jean-Léon Gérôme, i Sainte-Trinité i Paris.

## Målningar

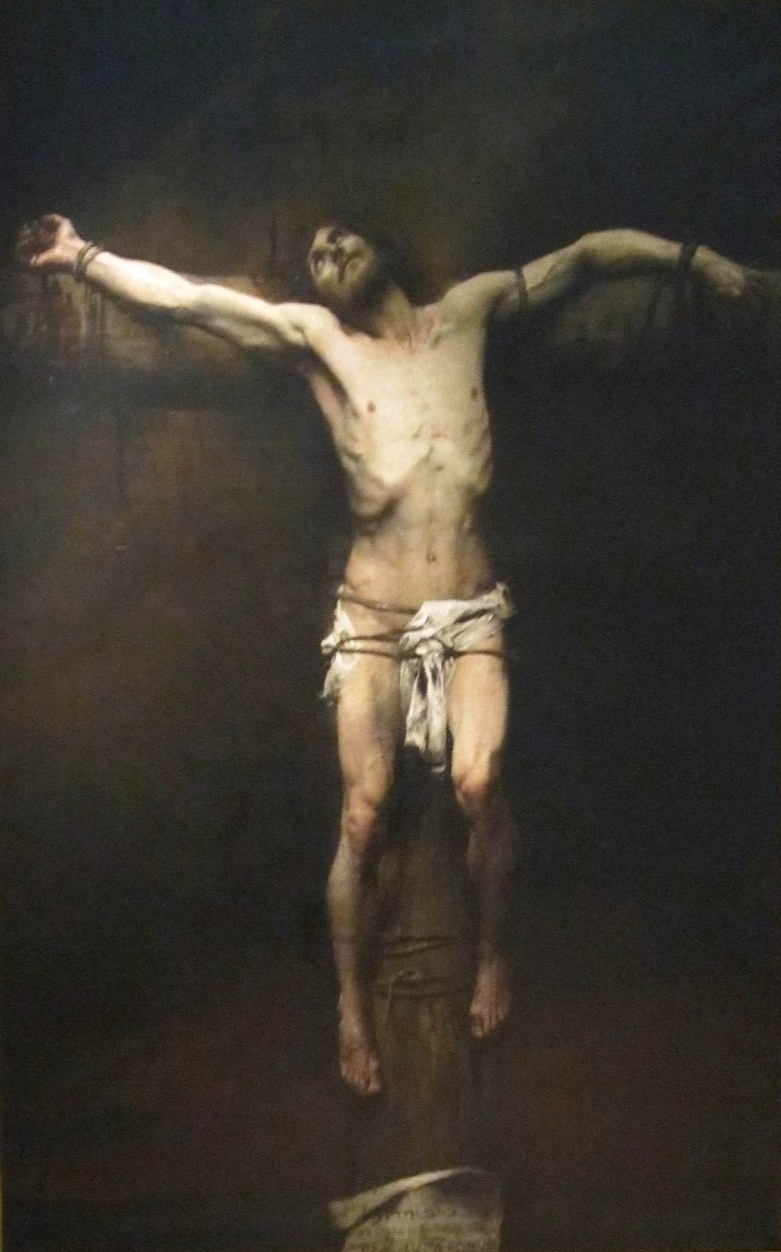
Martyre de Jésus de Nazareth, 1883. Musée des Beaux-Arts de Nancy.
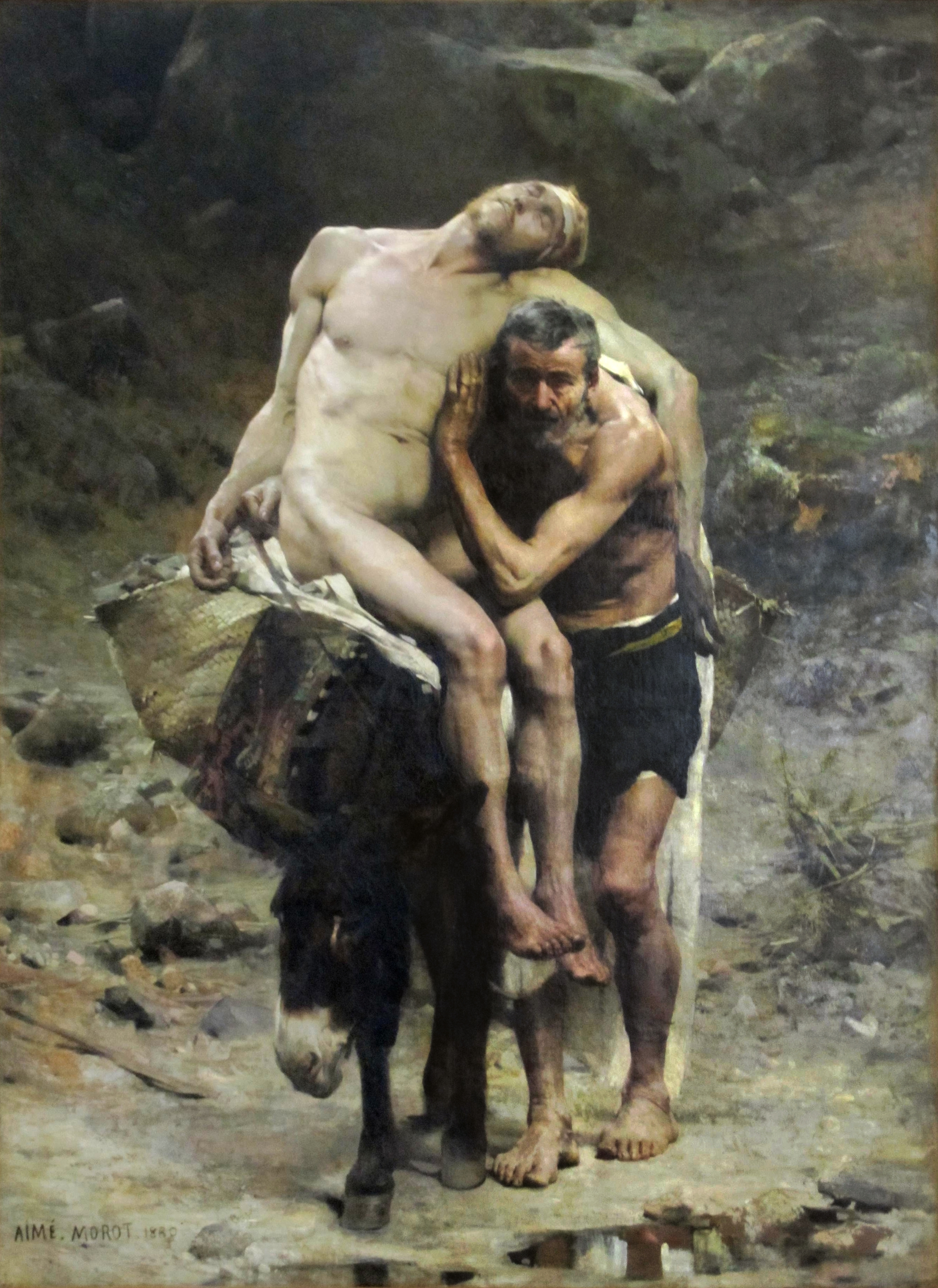
Den barmhärtige samariten av Aimé Morot.